# Guamal (ort i Magdalena, lat 9,14, long -74,22)
Guamal är en ort i Colombia.   Den ligger i departementet Magdalena, i den norra delen av landet, 500 km norr om huvudstaden Bogotá. Guamal ligger 28 meter över havet och antalet invånare är 9 016.
Terrängen runt Guamal är mycket platt. Runt Guamal är det ganska tätbefolkat, med 96 invånare per kvadratkilometer. Guamal är det största samhället i trakten. Omgivningarna runt Guamal är en mosaik av jordbruksmark och naturlig växtlighet.